# شلوشترن
اشلوشترن (بالألمانية: Schlüchtern) هي بلدة، place with town rights and privileges و بلدة ألمانية تقع في ألمانيا في Main-Kinzig-Kreis. يقدر عدد سكانها بـ 17,663 نسمة .

## المدن التوأمة
مدن Jarocin و Fameck هي مدن توأمة لـاشلوشترن.

## أعلام
- إيما زيمر
- راينولد هايل
- فريدريك بلوم